# TC Energy
TC Energy — канадская энергетическая компания, штаб-квартира которой находится в Калгари, Альберта. Управление сетью газо- и нефтепроводов в Канаде, США и Мексике, а также несколькими электростанциями.
В списке крупнейших компаний мира Forbes Global 2000 за 2022 год заняла 448-е место (1176-е по размеру выручки, 718-е по чистой прибыли, 475-е по активам и 288-е по рыночной капитализации).

## История
Компания TransCanada PipeLines была основана в 1951 году в Калгари для строительства газопровода, связавшего месторождения природного газа провинции Альберта с восточной частью Канады, где находится основная часть населения и промышленных предприятий страны. Изначально было решено, что газопровод будет иметь ответвление в США в обмен на половину финансирования проекта. Деятели проекта были проработаны к 1955 году, в июне 1956 года после ожесточённых дебатов проект был одобрен парламентом Канады. Строительство началось в 1957 году и в октяьре 1958 года газопровод длиной 2200 миль (3600 км, самый длинный в мире на то время) был завершен. В 1967 году было сделано ответвление в США вдоль Великих озёр.
В 1998 году произошло слияние TransCanada с трубопроводным подразделением NOVA Corporation (подразделение включало сеть газопроводов в провинции Альберта). В 2016 году за 13 млрд долларов была куплена Columbia Pipeline Group с сетью газопроводов в США. В мае 2019 года название корпорации было изменено с TransCanada на TC Energy.

## Деятельность
Основные подразделения по состоянию на 2021 год:
- Газопроводы — 93,3 тыс. км газопроводов, через которые проходит около четверти природного газа, потребляемого в Канаде, США и Мексике, а также газохранилища общим объёмом 18,5 млрд м³; выручка 10,4 млрд долларов.
- Нефтепроводы — 4400 км нефтепроводов, включая Кистоун; выручка 2,3 млрд долларов.
- Электроэнергия — компании принадлежат 6 тепловых электростанций общей установленной мощностью 1,1 ГВт, а также 48-процентная доля в АЭС Брюс (крупнейшей в мире, 6,8 ГВт). Помимо этого, TC Energy развивает альтернативную энергетику и хранение электроэнергии на аккумуляторных фермах; выручка 0,7 млрд долларов.